# Georges Eggenberger

Georges Eggenberger (1991)

Georges Eggenberger (* 22. September 1928 in Wartau; † 1. Dezember 2010 in Bern, heimatberechtigt in Grabs und Zürich) war ein Schweizer Politiker (SP).
Nach dem Besuch der Sekundarschule in Buchs SG, arbeitete Eggenberger von 1946 bis 1974 als Postbetriebsbeamter in Zürich. 1954 gründete er die Sterbekasse Post.  Von 1957 bis 1970 war er Präsident der Sektion Zürich-Post der PTT-Union, 1960 bis 1970 Mitglied des Zentralvorstandes und von 1970 bis 1974 Zentralpräsident. Von 1974 bis 1978 war er Zentralsekretär und ab 1978 bis 1993 Generalsekretär der PTT-Union. Von 1971 bis 1994 war er Geschäftsleitungsmitglied des Föderativverbands des Personals öffentlicher Betriebe, von 1978 bis 1980 als Vizepräsident und von 1980 bis 1994 als Präsident. In den Jahren 1974 bis 1989 gehörte er dem Vorstand des Schweizerischen Gewerkschaftsbundes an. Im Gemeinderat von Zürich betätigte er sich von 1958 bis 1976 erstmals in einem politischen Amt. Im Amtsjahr 1974/75 war er Gemeinderatspräsident von Zürich und somit «höchster» Zürcher. Von 1981 bis 1993 war er als Personalvertreter Verwaltungsrat der PTT. Vom 5. Juni 1990 bis zum 3. Dezember 1995 hatte er Einsitz im Nationalrat für den Kanton Bern und war dort Mitglied in der Kommission für soziale Sicherheit (später Kommission für soziale Sicherheit und Gesundheit).